# Caroline Friedrich

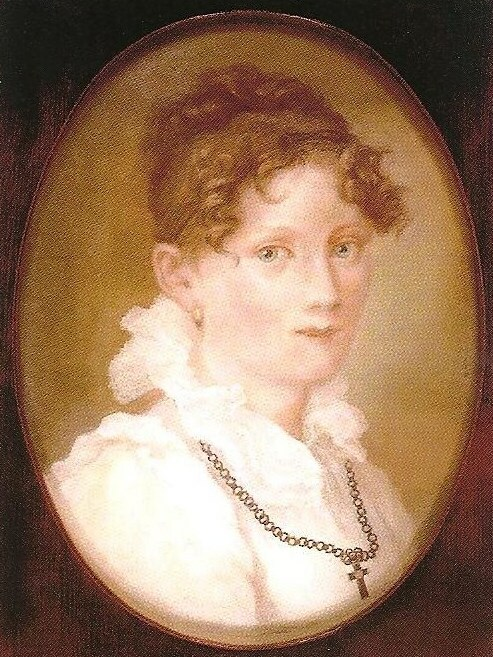
Traugott Pochmann: Porträt Caroline Friedrich, um 1824

Caroline Friedrich (geborene Christiane Caroline Bommer; * 14. Juli 1793 in Dresden; † 3. Januar 1847 ebenda) war die Ehefrau des Malers Caspar David Friedrich.

## Leben
Christiane Caroline Bommer war das fünfte von zehn Kindern in der Familie von Friederika Christiana Bommer geb. Schell und Christoph Bommer, einem Faktor der Trierschen Blaufarben-Niederlage in Dresden. Die Familie Bommer war spätestens seit 1804 mit Caspar David Friedrich bekannt. Carolines Vater starb 1807.

### Ehe
Caspar David Friedrich und Caroline Bommer verlobten sich im Jahr 1816. Mit seiner Berufung in die Dresdner Akademie im Dezember 1816 bekam der Maler 150 Taler Gehalt und konnte sich somit eine Familie leisten. Er war damals 42 Jahre alt.
Die Hochzeit fand am 21. Januar 1818 in der Dresdner Kreuzkirche statt, ohne Friedrichs Verwandtschaft. Der Ehemann setzte seine Verwandten erst eine Woche nach der Eheschließung per Brief darüber in Kenntnis, nachdem seine Frau ihn dazu gedrängt hatte. In dem Brief offenbarte er auch seine Anschauungen über den neuen Zustand der Ehe:

„… meine Frau fängt bereits an, unruhig zu werden und hat mich wiederholt malen erinnert zu schreiben; denn auch sie will schreiben um mit ihren neuen Brüdern bekannter zu werden.
Es ist doch ein schnurrig Ding wenn man eine Frau hat, schnurrig ist wenn man eine Wirthschaft hat, sei sie auch noch so klein; schnurrig ist wenn meine Frau mir Mittags zu Tische zu kommen einladet. Und endlich ist es schnurrig wenn ich jetzt des Abends fein zu Hause bleibe, und nicht wie sonst im Freien umher laufe. Auch ist es mir gar schnurrig daß alles was ich jetzt unternehme immer mit Rücksicht auf meine Frau geschieht und geschehen muß.“

Im Sommer 1818 unternahmen die Eheleute ihre Hochzeitsreise nach Neubrandenburg, Greifswald und Rügen. Es blieb die einzige größere Reise, die Caroline unternahm. 1819 wurde die Tochter Emma Johanna geboren, 1823 die Tochter Agnes Adelheit, 1824 der Sohn Gustav Adolf.
Caroline füllte die Rolle der treu sorgenden Ehefrau aus. Carl Gustav Carus sah in der jungen Caroline den Frauentyp eines „lieben, netten, häuslichen Mädchens“. Sie änderte Friedrichs „Wesen und sein Leben in nichts“. Sie hielt Briefkontakt mit Friedrichs Verwandten in Norddeutschland und pflegte auch Freundschaften, die Friedrich hin und wieder vernachlässigte, wie die zur Familie des Malers Georg Friedrich Kersting in Meißen. Friedrich ermunterte seine Frau dazu, auch selbst zu malen. So entstand eine Reihe von Blumenbildern.
Caroline Friedrich brachte viel Verständnis für die Arbeit ihres Mannes auf. Bekannt ist das von Wilhelmine von Chézy übermittelte Zitat: „Den Tag, wo er Luft malt, da darf man nicht mit ihm reden […]“. Sie akzeptierte das Bedürfnis des Malers nach Einsamkeit und dann für ihn da zu sein, wenn er sie brauchte. Erdulden musste sie Friedrichs lebenslang wiederkehrende depressive Phasen, seinen Verfolgungswahn im fortgeschrittenen Alter und Gewalttätigkeiten gegen Frau und Kinder.

„In seiner eigentümlichen, immer dunklen und oft harten Gemütsart, hatten, offenbar als Vorläufer eines Hirnleidens, dem er auch später unterlag, gewisse fixe Ideen sich entwickelt, welche anfingen, seine häusliche Existenz vollständig zu untergraben. Mißtrauisch, wie er war, quälte er sich und die Seinigen mit Vorstellungen von Untreue seiner Frau, die ganz aus der Luft gegriffen waren, dessenungeachtet aber hinreichten, ihn ganz zu absorbieren. Anfälle von roher Härte gegen die Seinigen blieben nicht aus.“

### Armut im Alter
Durch die Krankheit der letzten Lebensjahre hatte Friedrich bei nachlassender Kunstproduktion nur noch geringe Einkünfte zu verzeichnen. Nennenswerte Ankäufe seiner Bilder tätigte nur noch Wassili Andrejewitsch Schukowski. Nach Friedrichs Tod war Caroline ohne jegliches Einkommen und auf Almosen angewiesen. So wandte sich ihr Schwiegersohn Robert Krüger in einem Brief vom 24. Dezember 1841 an den russischen Dichter und Übersetzer wegen einer finanziellen Zuwendung durch den russischen Zaren, die dann auch im Februar 1843 mit 150 Talern gewährt wurde.

„Da nun die Witwe des Verstorbenen ohne eigene Hilfsmittel ist, derselben auch die Erziehung einer jüngeren Tochter und eines Sohnes (welcher letzterer sich der Kunst widmet) oblieget, so würden diese Hinterbliebenen des Verewigten in tiefster Ehrfurcht anerkennen, wenn Sr. Majestät der Kaiser huldvoll geruhen würden, die gegen meinen Schwiegervater ausgesprochene hohe Gnade auf dessen Witwe allergnädigst übergehen zu lassen.“

## Nachkommen
Aus der Ehe gingen drei Kinder hervor: Emma Johanna (1819–1845), Agnes Adelheit (1823–1898) und Gustav Adolf (1824–1889).
Gustav Adolf wurde Tiermaler und gab das bildnerische Talent an seinen Sohn Harald (1858–1933) weiter, der Professor für Malerei an der Technischen Hochschule in Hannover war (letzter männlicher Nachkomme Caspar David Friedrichs in direkter Linie).

## Figur in Caspar David Friedrichs Gemälden

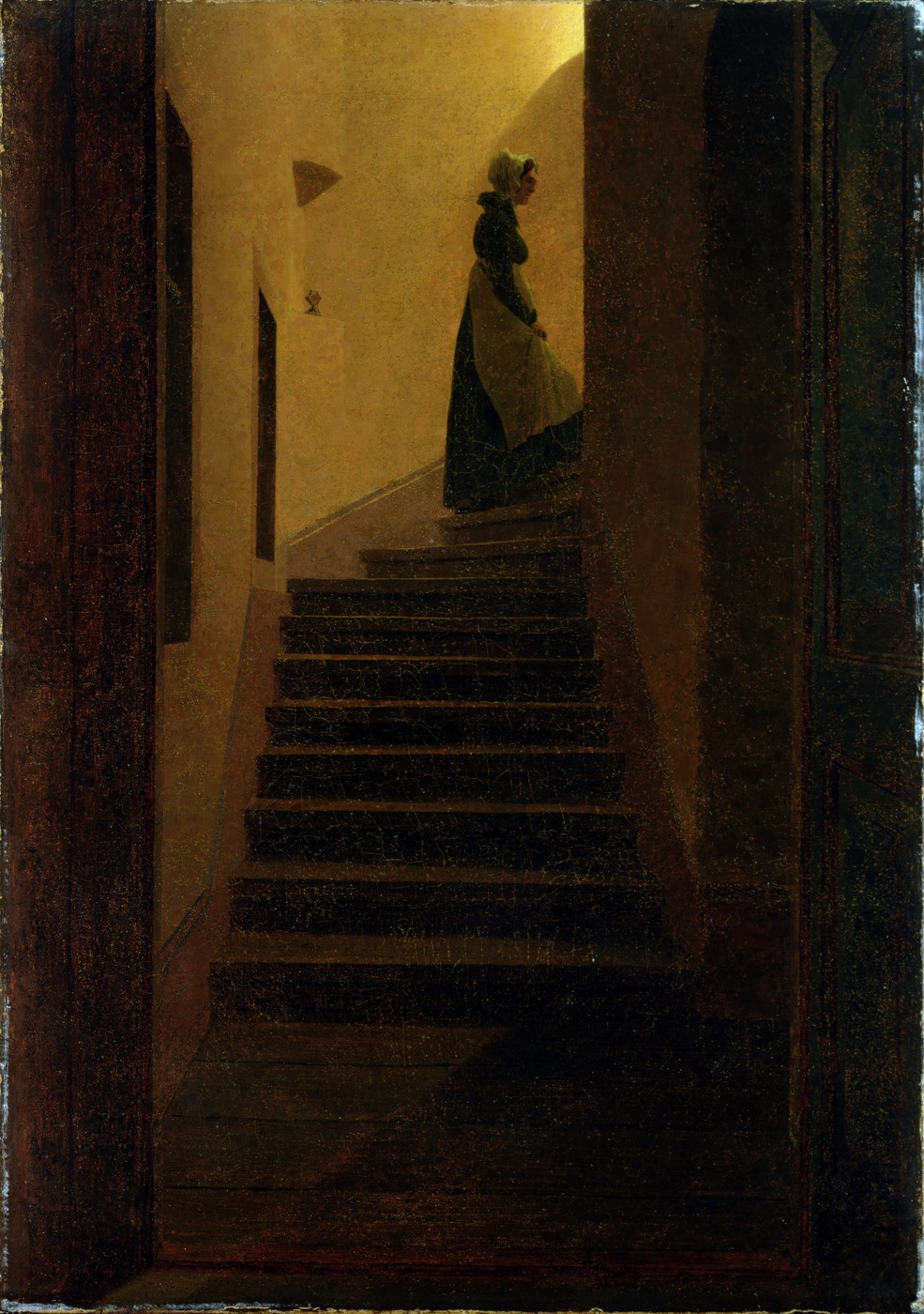
Caspar David Friedrich:
Frau auf der Treppe, um 1818

Ein Bildnis von seiner Frau hat Caspar David Friedrich nicht hinterlassen. Als Modell stellte der Maler Caroline vorzugsweise in die häusliche Umgebung der Dresdner Wohnung, als Rückenfigur oder in der Unschärfe einer Kerzenbeleuchtung. So entstanden die Gemälde Frau auf der Treppe, Frau am Fenster, Frau mit dem Leuchter sowie Der Abendstern mit Caroline und den Kindern vor der Dresdner Stadtsilhouette.

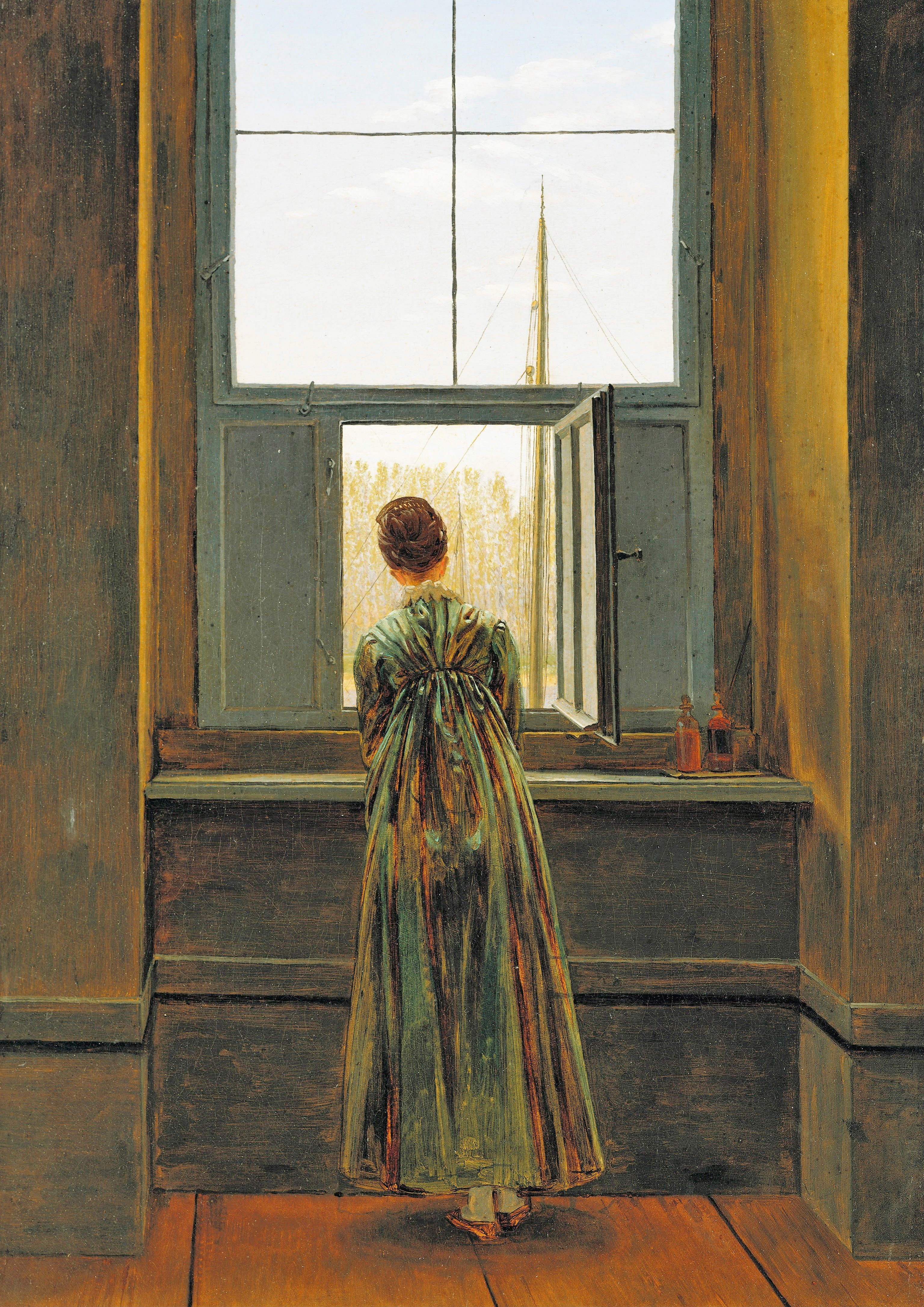
Caspar David Friedrich: Frau am Fenster, 1822
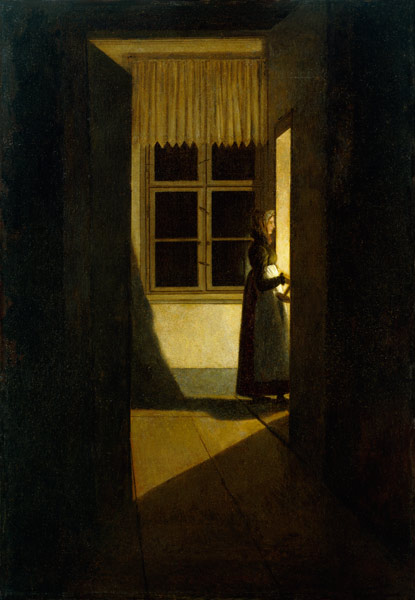
Caspar David Friedrich: Frau mit dem Leuchter, 1825
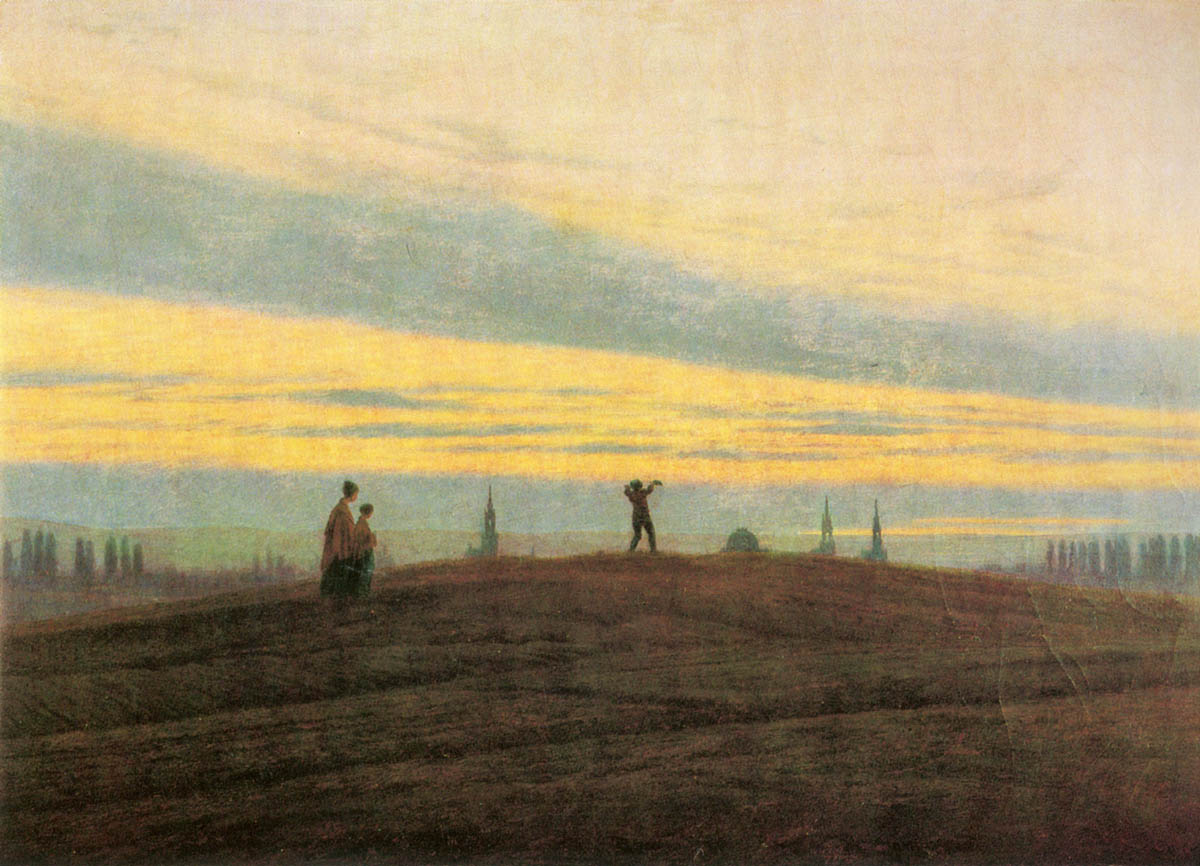
Caspar David Friedrich: Der Abendstern, um 1830/35

Diese biederen Sujets unterscheiden sich deutlich von den Leidenschaft bezeugenden Frauen-Darstellungen, die bis 1818 entstanden, wie die Gartenterrasse oder die Frau vor der untergehenden Sonne.

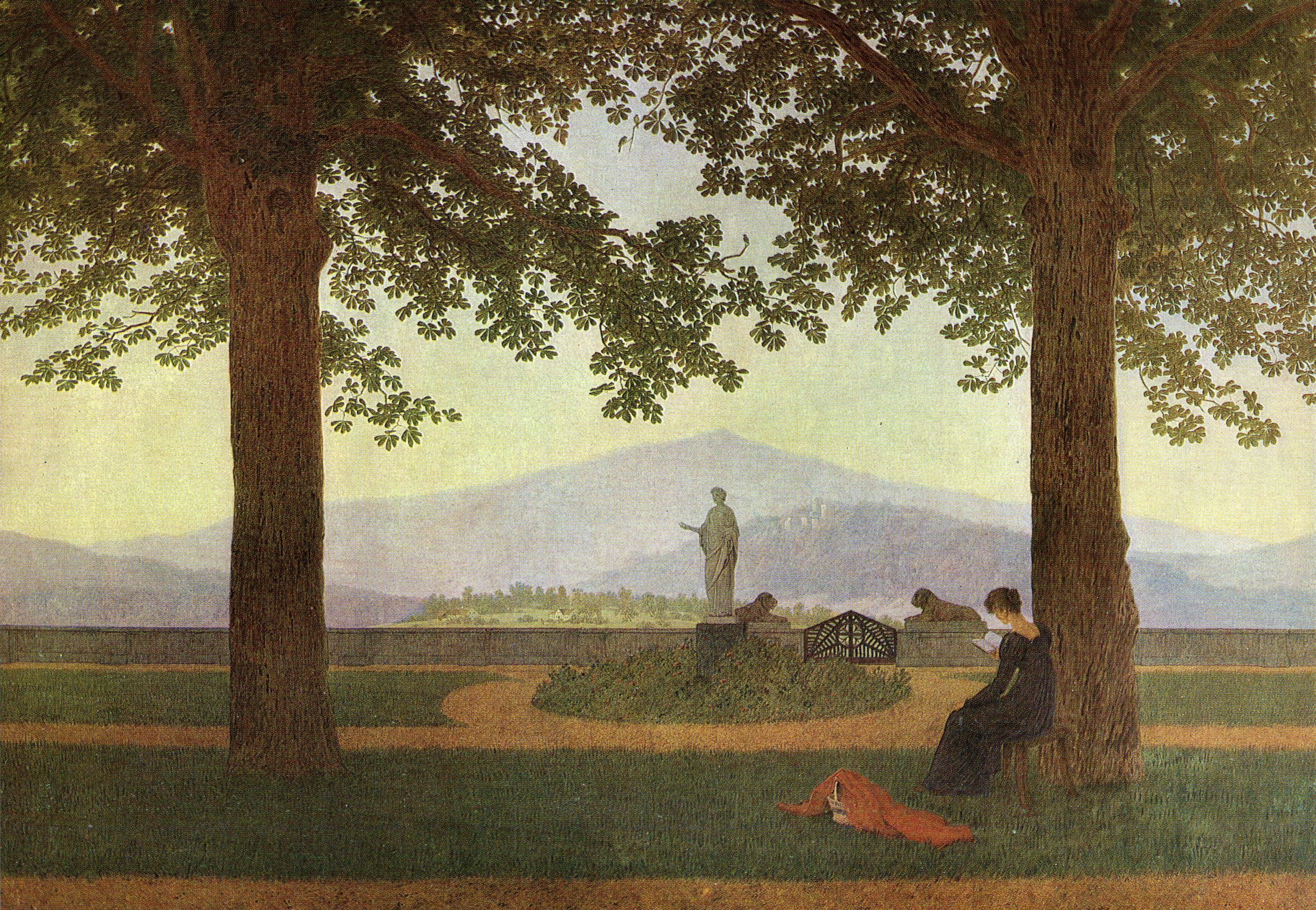
Caspar David Friedrich: Gartenterrasse, 1811
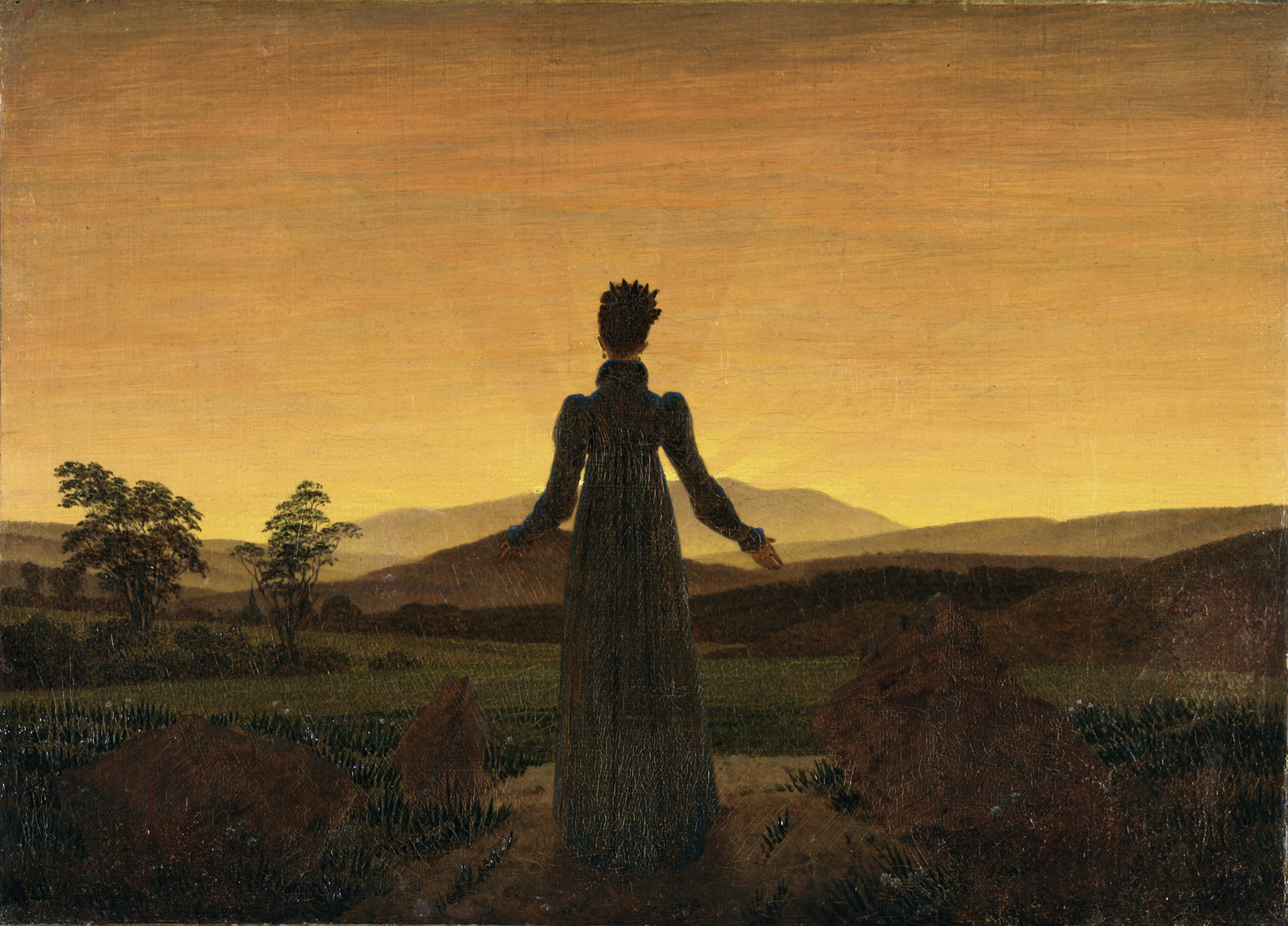
Caspar David Friedrich: Frau vor der untergehenden Sonne, um 1818